# Archibald de la Cruz bűnös élete
Az Archibald de la Cruz bűnös élete (Ensayo de un crimen) egy 1955-ben bemutatott fekete-fehér mexikói filmdráma Luis Buñuel rendezésében.

## Története
|  | Alább a cselekmény részletei következnek! |

Egy bizarr, fekete humorú komédiát alkotott Buñuel 1955-ben, melyben Arcibald de la Cruz egy gyermekkori élmény hatására sorozatgyilkossá válik. Archibald, mint gazdag szülők gyermeke egy csinos nevelőnő mellett nő fel, és egy estén ajándékot kap a szüleitől. Egy zenélő dobozt. Apja szerint ha a zenélő doboz megszólaltatása közben kíván valamit, az megvalósul. A kis Archibald a nevelőnője halálát kívánja, mire váratlan lázongás tör ki a városban és egy eltévedt puskalövedék megöli a szobában tartózkodó nevelőnőt. A holttest látványa szexuálisan felizgatja Archibaldot, akinek ezen élmény hatására gyilkos vágyai keletkeznek.
A film 30 évet ugrik az időben, mikor is Archibald már felnőtt, gazdag, megbecsült polgárként él, amikor egy kis üzletben megleli az egykori zenélő dobozt. Megveszi és újból felébrednek gyilkos ösztönei. Archibald maga elé képzeli négy asszony halálát, és azok valóban meg is halnak, egyikük autóbalesetben, másikuk otthonában ég meg. Archibald mégis elmegy a rendőrségre, ám ott nem foglalkoznak az üggyel, mivel megálmodott gyilkosság miatt senkit sem lehet elítélni. Archibald ezek után eldobja a játékdobozt és a házasságban keres boldogságot.

## Szereplők
- Miroslava Stern – Lavinia
- Ernesto Alonso – Archibaldo de la Cruz
- Rita Macedo – Patricia Terrazas
- Ariadna Welter – Carlota Cervantes
- Eva Calvo – Señora de la Cruz, Archibaldo anyja
- Enrique Díaz 'Indiano' – Señor de la Cruz, Archibaldo apja
- Chabela Durán – Nevelőnő
- Carlos Martínez Baena – Pap

## Díjak, jelölések
- Mexikói Filmakadémia (1956)
  - díj: Ezüst Ariel (legjobb operatőr) – Augustín Jiménez
  - jelölés: Arany Ariel – Luis Buñuel
  - jelölés: Ezüst Ariel (legjobb rendező) – Luis Buñuel
  - jelölés: Ezüst Ariel (legjobb forgatókönyv) – Luis Buñuel, Eduardo Ugarte
  - jelölés: Ezüst Ariel (legjobb színész) – Ernesto Alonso
  - jelölés: Ezüst Ariel (legjobb női mellékszereplő) – Rita Macedo
  - jelölés: Ezüst Ariel (legjobb gyermekszínész) – Rafael Banquells hijo
  - jelölés: Ezüst Ariel (legjobb vágás) – Jorge Bustos